# Álvaro Uribe
Alvaro Uribe Velez là Tổng thống thứ 31 của Colombia, hiện ông đang phục vụ nhiệm kỳ II. Ông sinh ngày 4/7/1952 tại Medellin, cha của ông là 1 chủ trại nuôi gia súc bị Lực lượng Vũ trang cách mạng Colombia FARC thuộc cánh tả sát hại năm 1983, mẹ là thành viên Hội đồng Nhân dân tỉnh.
Uribe học luật tại Đại học Antioquia và tốt nghiệp năm 1977. Ông gia nhập Đảng Tự do Colombia thuộc cánh "Thanh niên Tự do" khi đang học Đại học Antioquia. Năm 1993 ông lấy bằng tốt nghiệp sau Đại học về hành chính và quản trị tại Đại học Harvard. Từ 1998-2000 ông tiếp tục học ở trường St Anthony, Đại học Oxford nhờ học bổng của Hội đồng Anh
Uribe làm Thương nghị sĩ từ 1986-1994 và làm thống đốc Antioquia từ 1995-1997 trước khi trở thành tổng thống năm 2002. Uribe là 1 đồng minh thân Mỹ ở Mỹ Latinh.

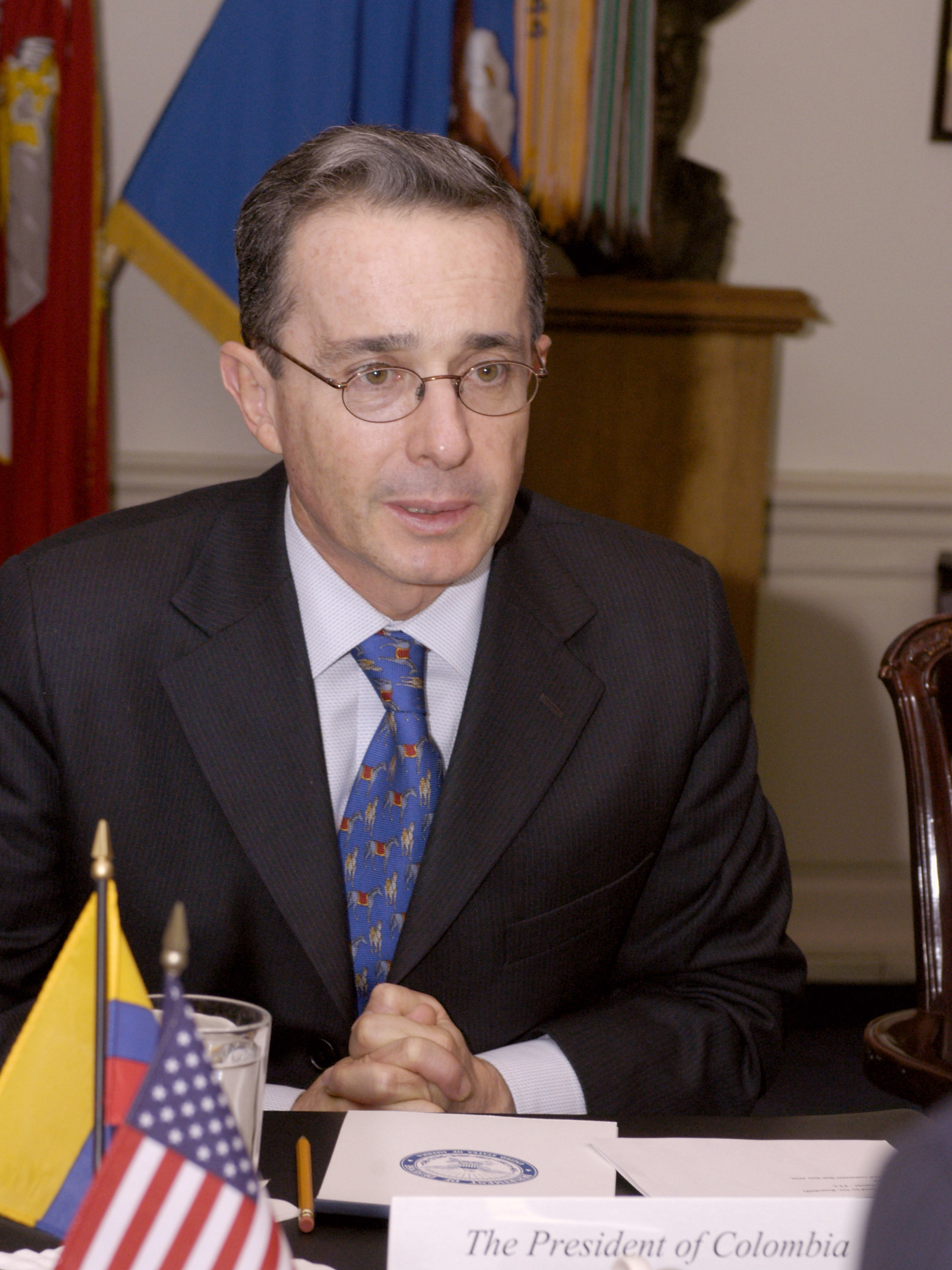
Tổng thống Álvaro Uribe]]\\